# スリンキー

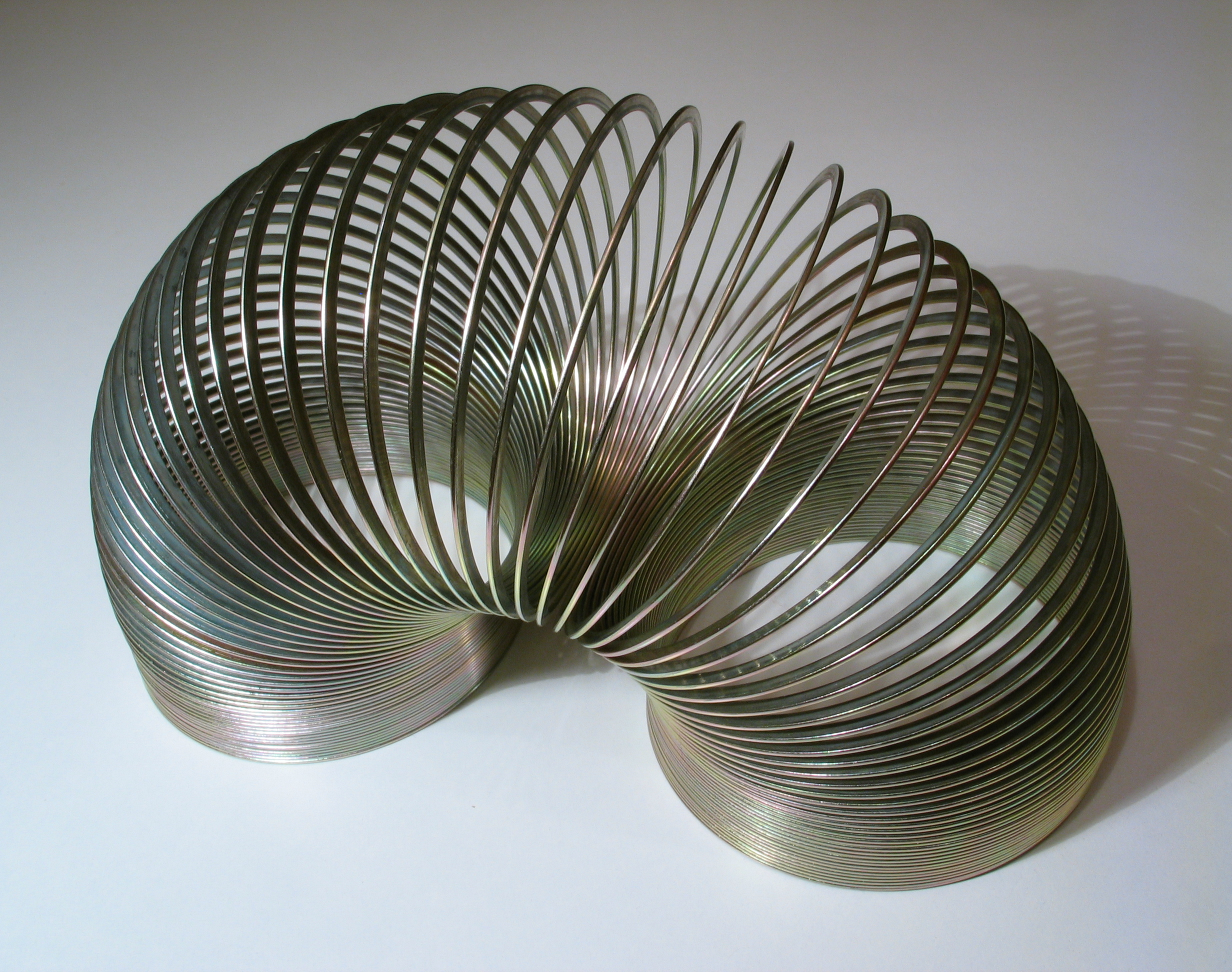
スリンキー

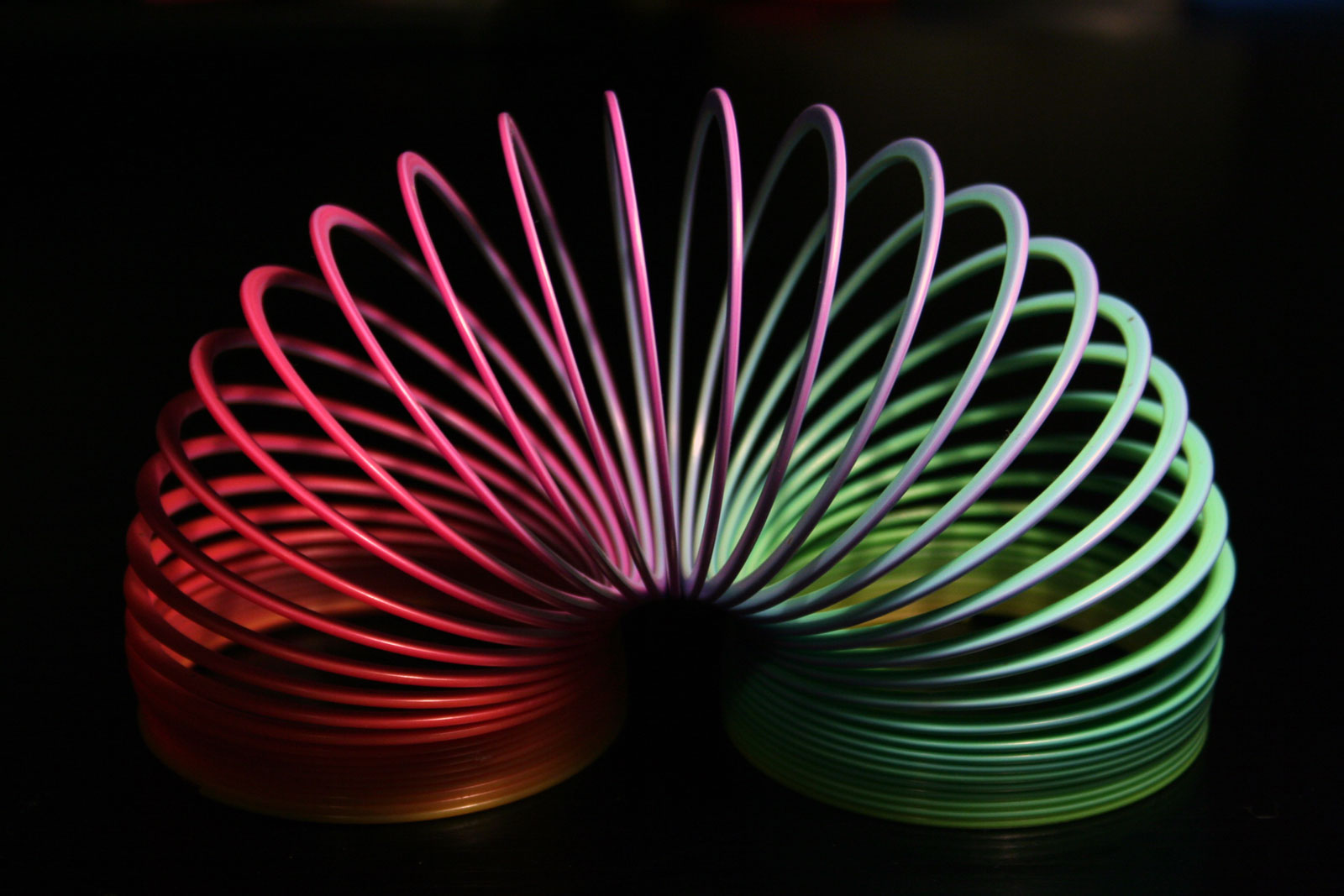
プラスチック製のスリンキー

スリンキー（Slinky）はジェームズ・インダストリーズ社が販売しているばね状の玩具である。
類似品も一般名称として「スリンキー」と呼ばれている。本稿は、ジェームズ・インダストリーズ社の製品及び類似品について説明する。

## 概要
鉄製のものとプラスチック製のものがある。これらをばね状に加工したシンプルな玩具であるが、非常にユニークな動きをするのが特徴である。これはリチャード・ジェームズが開発し、1945年に特許を取得した。同年から販売が開始されたスリンキーはアメリカ合衆国で人気商品となり、1946年のニュー・トイ・オブ・ザ・イヤーに選ばれた。「スリンキー」とは「優美で流れるように動く」という意味で、リチャードの妻ベティ・ジェームズが名づけたものである。

## 日本での扱い
日本では工業用のばねを製造していた三光発条株式会社（現・サンコースプリング）が、1960年代にトムボーイ（ボーイッシュ、おてんばな女の子の意）の名称で販売し、ヒット商品になった。なお、このときのものは金属製で色がついていない。
その後に登場したプラスチック製の虹色のものは、その色合いと形状からレインボースプリングと呼ばれ、販売されている。レギュラーサイズ、ロングサイズ、ミニサイズなどがあり、ミニサイズには星型やハート型などもある。虹色でない場合、カラースプリングとも呼ばれる。

## 遊び方
虹のカラーリングがこの玩具の特徴で、どの遊び方でもそれが美しく不思議に映える。
- 両手で端を交互に操る。
- 階段から落とす。一段ごとにばねが伸縮し下りていく。
- 縦波、横波の実験にも使える。
- ロングバージョンであれば、ペン立てとして使える。また、サイズを問わず半円状にすればメモをはさんだりできる。

## スリンキー・ドッグ
1940年代に、ジェームズ・インダストリー社はスリンキー・ドッグという胴体部分にスリンキーを使用したダックスフントの犬の人形を発売し、こちらも人気商品となる。
発売初期は、ブリキで制作されていたが、70年代にはプラスチック製に改良されて制作された。長らく絶版玩具となっていたが、1995年公開の『トイ・ストーリー』に登場し、一躍知名度を上げた事で映画のデザインにリニューアルされて復活した。声は原語版では1と2はジム・ヴァーニー、3と4はブレイク・クラークが担当し、日本語版では1から3では永井一郎、4では辻親八が担当した。